# Slovenska ženska rukometna reprezentacija
Slovenska ženska rukometna reprezentacija predstavlja državu Sloveniju u športu rukometu.
Krovna organizacija:

## Nastupi naSP
- Hrvatska 2003.: 8. mjesto

## Nastupi naEP
1994.: ...

1996.: ...

1998.: ...

2000.: ...

2002.: 10.

2004.: 9.

2006.: 16.